# عندق
العندق (الاسم العلمي: Nemipterus) هو جنس من الأسماك يتبع الفصيلة العندقات من رتبة الفرخيات.

## أنواع العندق
- عندق بالي
- عندق بيروني
- عندق تيودوري
- عندق ثنائي النقط
- عندق راندالي
- عندق رقيق
- عندق سولاوسي
- عندق شبه بالي
- عندق عصوي
- عندق فيتي
- عندق متساوي الأشواك
- عندق مميز الحواف
- عندق ياباني
- عندق الفجر
- عندق أحمر الظهر
- عندق أصفر البطن
- عندق أصفر الشفاه
- عندق خماسي الخطوط
- عندق شاحب الزعانف
- عندق شوكي الذيل
- عندق مزخرف
- عندق مزدوج السوط
- عندق موفي الشفاه
- عندق نحيل
- عندق أصفر الأطراف